# Балнеариу-Камбориу
Балнеа́риу-Камбориу́ (порт. Balneário Camboriú) — муниципалитет в Бразилии, входит в штат Санта-Катарина. Составная часть мезорегиона Вали-ду-Итажаи. Входит в экономико-статистический микрорегион Итажаи. Население составляет 94 344 человека на 2007 год. Занимает площадь 46,0 км². Плотность населения — 2.050,9 чел./км².

## История
Город основан 20 июля 1964 года.

## Статистика
- Валовой внутренний продукт на 2005 составляет 1 061 155 000 реалов[1].
- Валовой внутренний продукт на душу населения на 2005 составляет 11 262 реалов[1].
- Индекс развития человеческого потенциала на 2000 составляет ▲ 0,867[2].

## Галерея

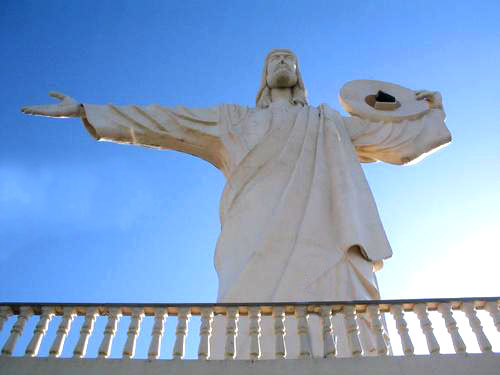
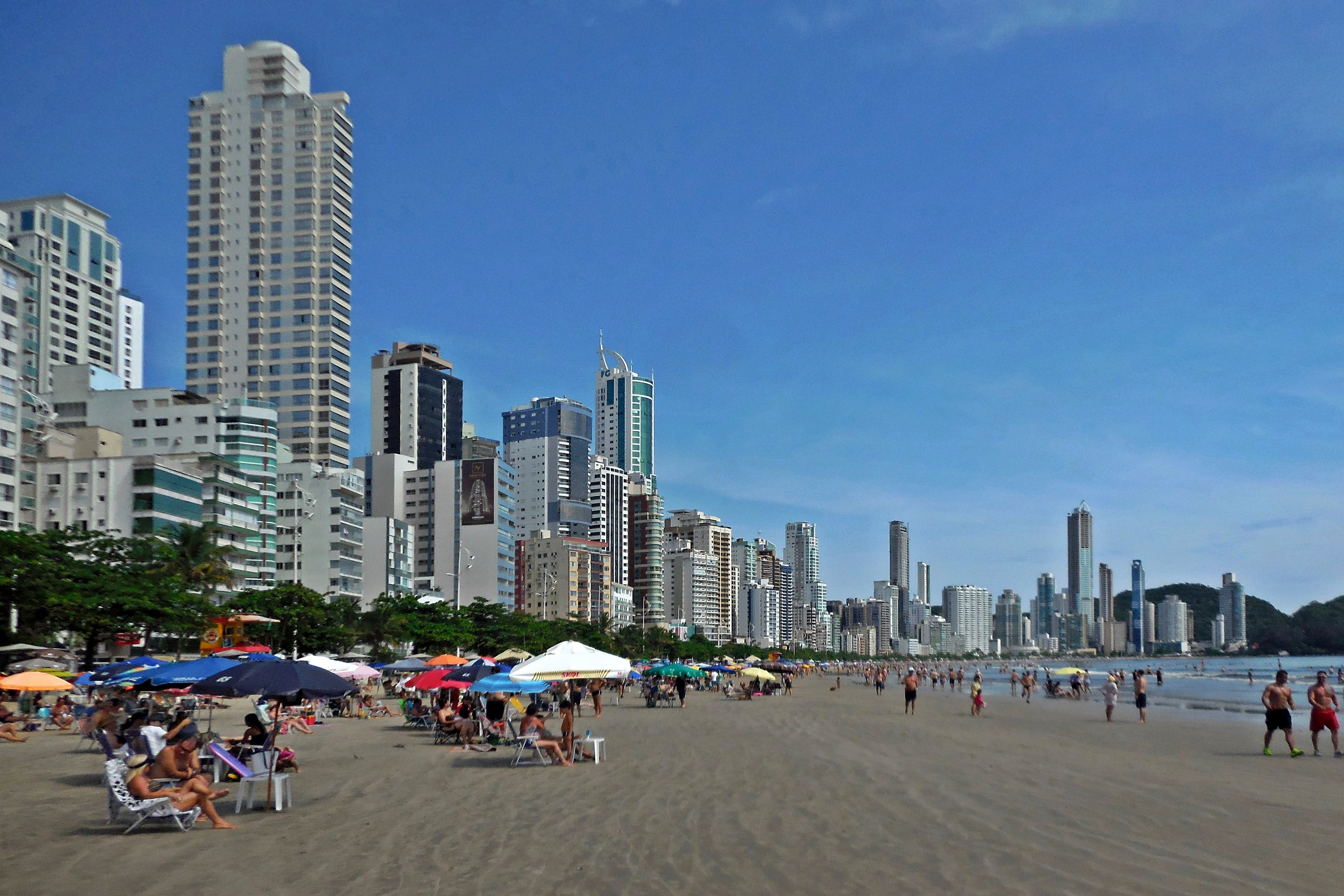
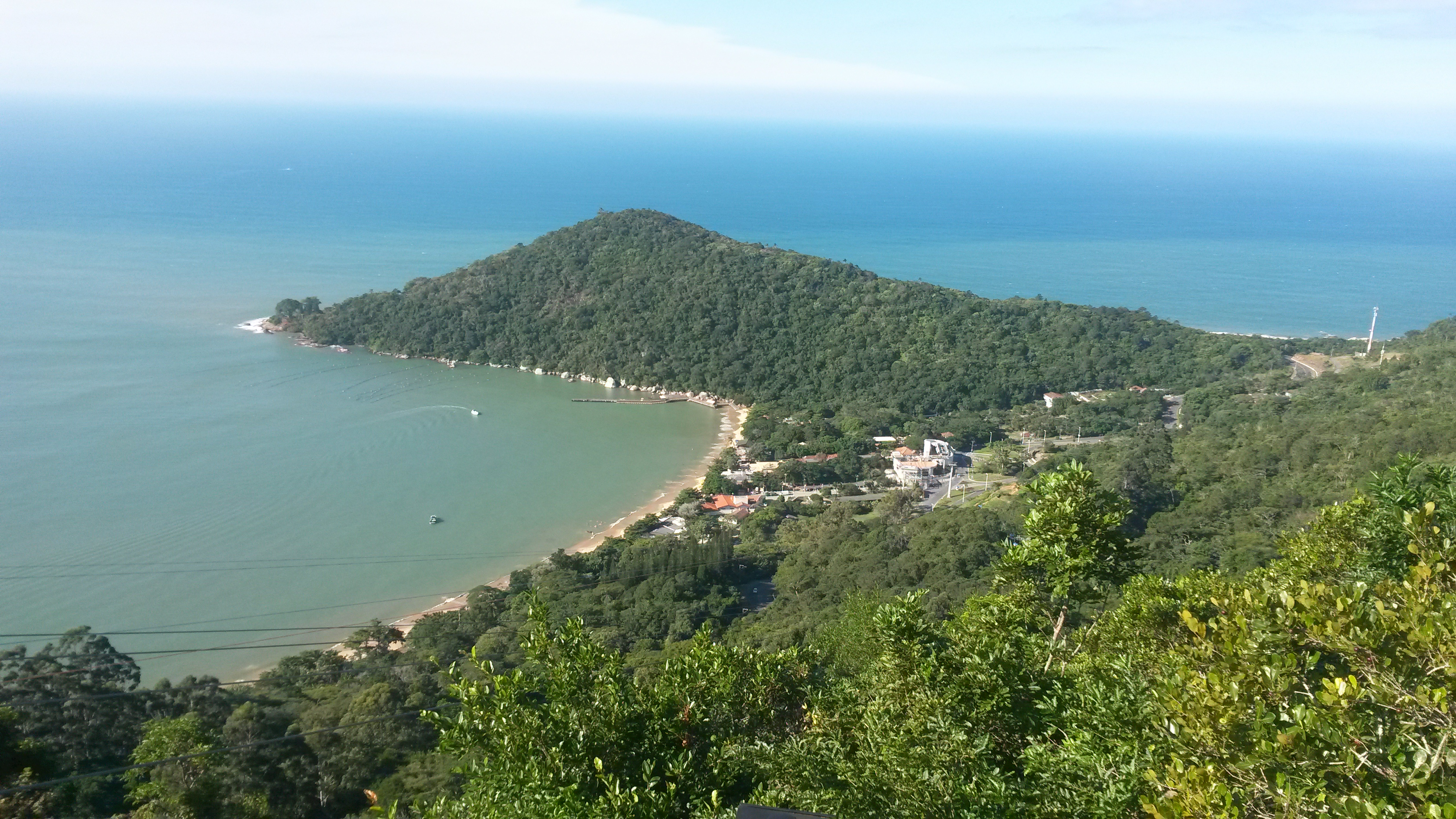
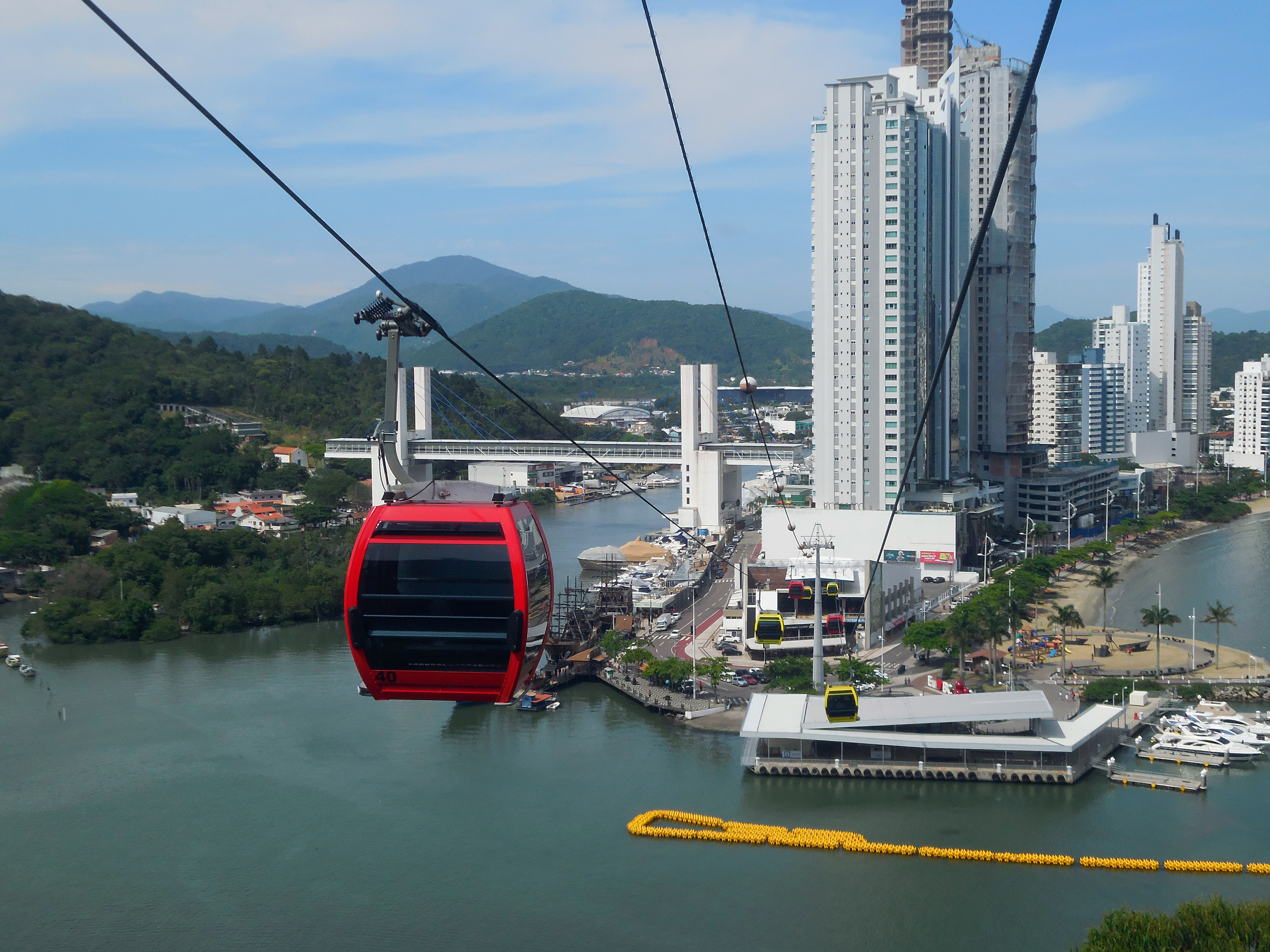
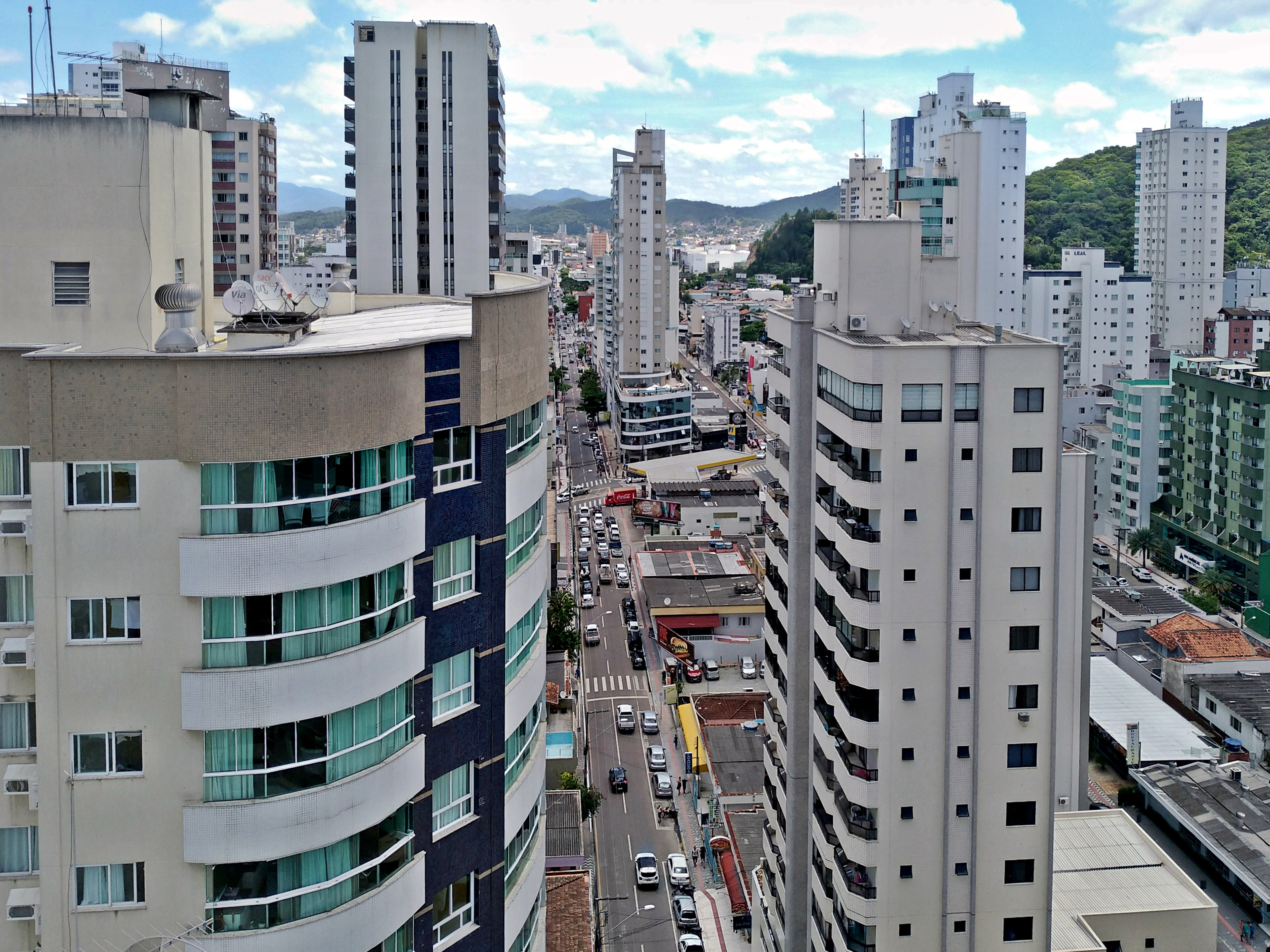
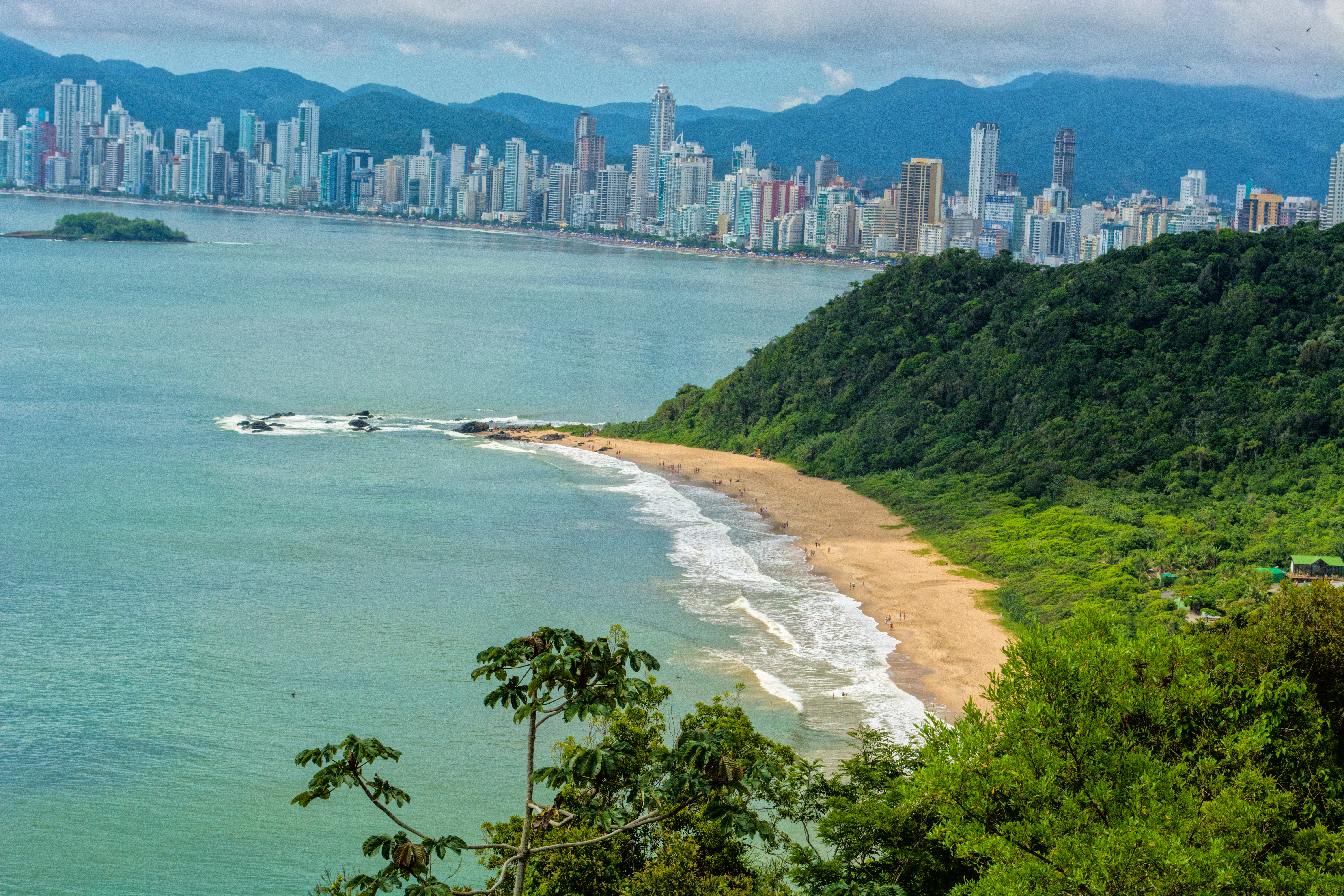
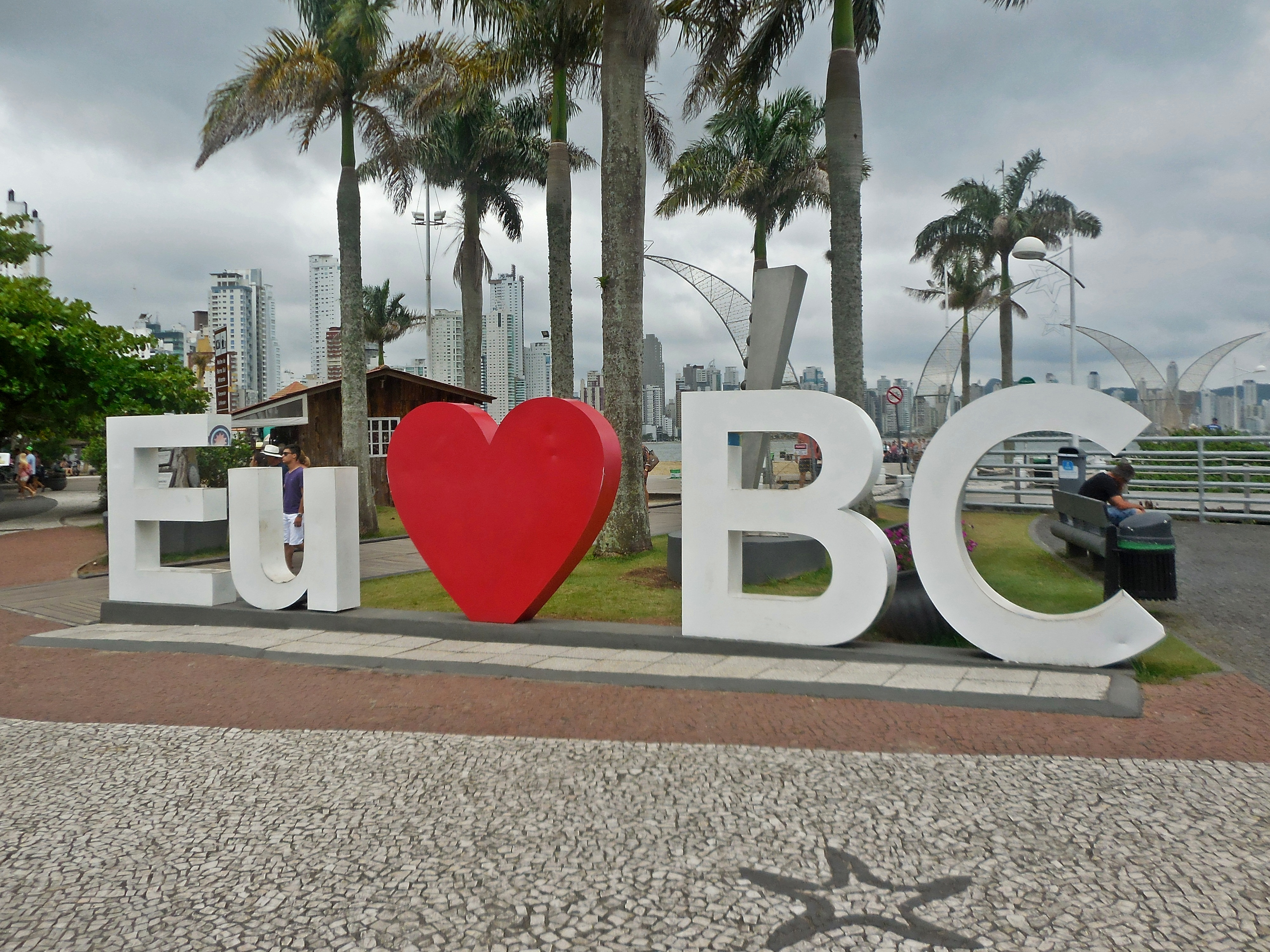